# Issoria mackinnoni
Issoria mackinnoni är en fjärilsart som beskrevs av Nicéville 1891. Issoria mackinnoni ingår i släktet Issoria och familjen praktfjärilar. Inga underarter finns listade i Catalogue of Life.